# Amanda Royle
Amanda Royle (* 1962) ist eine britische Schauspielerin.

## Leben
Royle wuchs als Tochter des Schauspielers Derek Royle und der Maskenbildnerin Jane Royle auf, ihre ältere Schwester ist die Schauspielerin Carol Royle.
Sie begann ihre Karriere 1985 mit einer Gastrolle in der britischen Fernsehserie Theatre Night. Seither war sie fast ausschließlich für das Fernsehen tätig; ihre bislang einzige Spielfilmrolle hatte sie 1995 im Kriegsdrama Two Deaths von Nicolas Roeg.
Von 1996 bis 1997 stellte sie die Rolle der Sue McPherson in der Fernsehserie Staying Alive dar, zumeist agierte sie jedoch in Episodenrollen wie in der ITV-Serie Heartbeat, den Krimiserien Agatha Christie’s Poirot und  Inspector Lynley, sowie der Seifenoper Doctors.

## Filmografie (Auswahl)
- 1985: Theatre Night (Fernsehserie, 1 Folge)
- 1987: Bulman (Fernsehserie, 1 Folge)
- 1990: Albert Campion (Fernsehserie, 2 Folgen)
- 1990: Casualty (Fernsehserie, 2 Folgen)
- 1992: Agatha Christie’s Poirot (Fernsehserie)
- 1993–2005: The Bill (Fernsehserie, 4 Folgen)
- 1996: Inspektor Wexford ermittelt (The Ruth Rendell Mysteries, Fernsehserie, 2 Folgen)
- 1996–1997: Staying Alive (Fernsehserie)
- 1997: Crime Traveller (Fernsehserie)
- 2001–2012: Doctors (Fernsehserie, 5 Folgen)
- 2002: Holby City (Fernsehserie)
- 2002: Inspector Lynley (The Inspector Lynley Mysteries, Fernsehserie, 1 Folge)
- 2007: Heartbeat (Fernsehserie)